# Gilberto Amado
Gilberto Amado (Estancia, 7 de mayo de 1887 - Río de Janeiro, 27 de agosto de 1969) fue una personalidad brasileña.
Primero de catorce hermanos, estudió farmacia y derecho. Muy joven, le fue otorgada una cátedra de Derecho Penal.  A partir de 1910, con motivo de una mudanza a Río de Janeiro, comienza su actuación periodística, escribiendo en distintos medios de la capital.
En 1915 es electo diputado, comenzando así una importante carrera política y diplomática, que lo lleva a representar a su país como delegado ante la ONU, Chile y Finlandia.